# Рикардо Марш
Рикардо Марш (рођен 12. септембра 1981) је бивши амерички кошаркаш. У Србији је познат по сезони одиграној у Црвеној звезди.

## Каријера
Играо је за универзитет Олд Доминион, није прошао на НБА драфту па је 2003, после учешћа на неколико НБА кампова, одлучио да се пресели у Европу. Прва станица му је био турски тим Бујук Колеј где је имао учинак од 21,5 поена и 6,9 скокова. Током пролећа 2004. је играо на Косову за екипу Пећи и са њима освојио титулу. Потом је годину дана провео у Јапану, па се опет вратио у Турску и у дресу Турк Телекома имао просечно 9,4 поена и четири скока. по мечу. 
Уследила је селидба у Израел где је блистао у дресу Елицур Ашкелона, са просечно 20,9 поена по мечу био је најбољи стрелац лиге. Одличан учинак имао је и наредне године у Анталији (19 поена, шест скокова), као и у АСК Риги у сезони 2008/09. (14,8). За Летонце је у Балтичкој лиги постизао 14 поена уз осам скокова, а у Еврокупу је постизао 13 кошева и имао седам ухваћених лопти.
Сезону 2009/10. Марш је почео у Доњецку где је био лидер, али када је клуб банкротирао преселио се у Цедевиту и играо шест мечева НЛБ лиге. На почетку је имао веома малу минутажу (13 минута), али је после повреде Андрије Жижића у хрватском шампионату доказао квалитет.
За Црвену звезду је наступао током сезони 2010/11. и бележио је сјајне партије, са скоро 20 поена по мечу био је један од најбољих стрелаца АБА лиге те сезоне.
Након одласка из Црвене звезде играо је у Турској и то у екипи Хацетепеа. Тамо је био 2 сезоне (11-12 и 12-13) да би отишао у Априлу 2013 и потписао уговор са Касикес де Хумакао у Порторику. Рикардо Марш је у Хаџетепеу одиграо једне од најбољих сезона у својој каријери, у једној сезони је бележио 13 поена по мечу, 3.3 скока да би већ у наредној сезони своје бројке знатно поправио и бележио је 18,2 поена по мечу и 7,1 скок (сезона 2012/13). У Порторику је исто био један од најзахвалнијих играча тог тима са скоро 14 поена по утакмици. Након тога прелази у Духок из Ирака где бележи можда и најбоље партије у својој каријери. Те сезоне (13/14) стиже са Духоком до четвртфинала Азијског клупског првенства где губе од Бахрејинског Ал Хала са 103:99. Духок је заузео пето место а Рикардо Марш је изгласан за најбољег крилног центра такмичења. Наравно, изгласан је и у прву петорку са својих 23,7 поена по мечу и 9,5 скокова. Треба напоменути да је био трећи стрелац и четврти скакач Азијског клупског првенства.
Након тога одлази у Аргентину у екипу Лануса али се тамо задржава јако кратко и бележи само три наступа за тим из Јужне Америке. Након тога одлази у Буканерос где на 13 мечева бележи скроман учинак од 5 поена и 3,7 скока по мечу.